# NahemaH

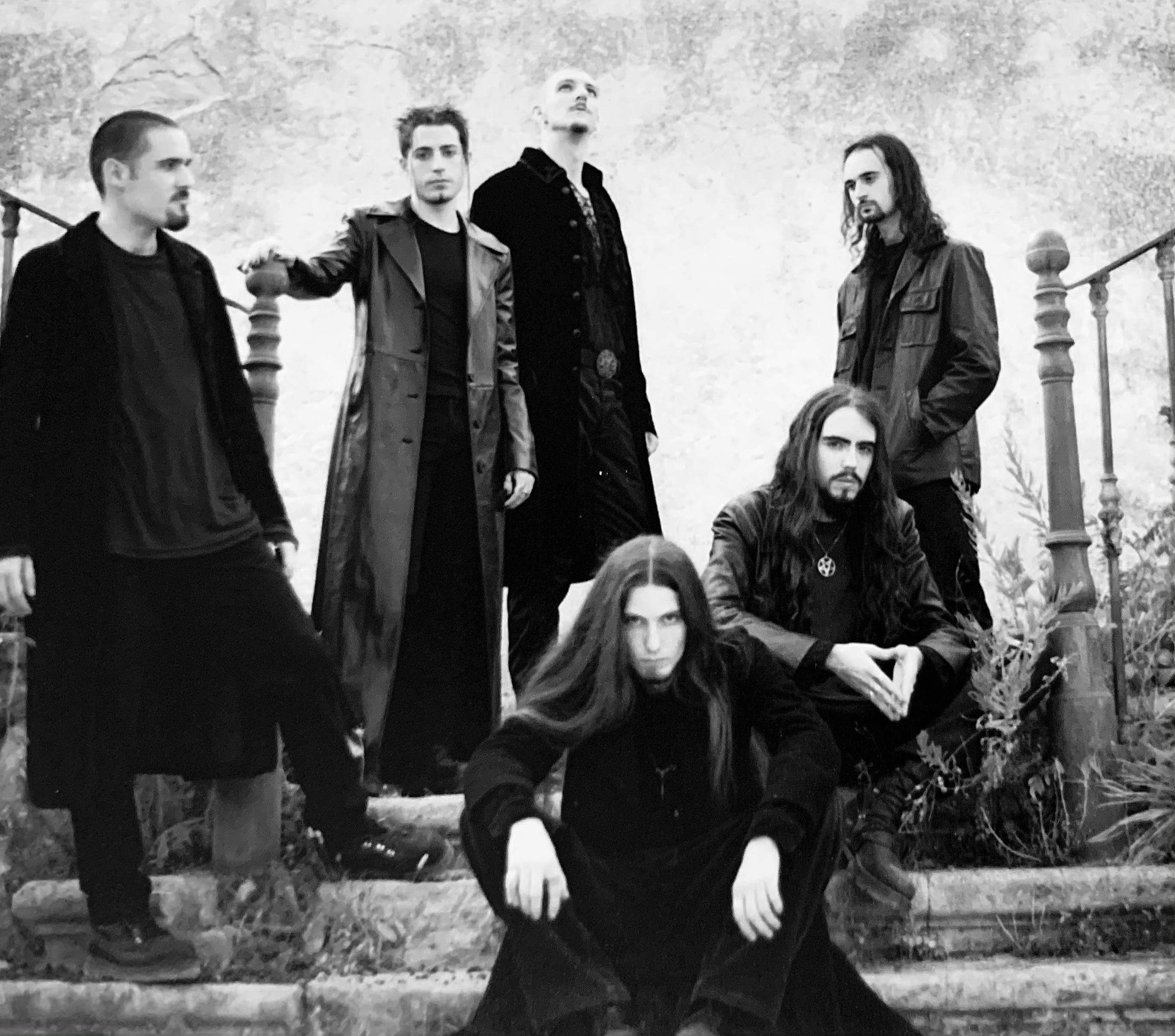
NahemaH (2000)

NahemaH war eine Metal-Band aus dem spanischen Alicante. Benannt ist sie nach einer Gestalt der babylonischen Religion, auch bekannt als Na’amah bzw. Naamah.

## Geschichte
Die Band wurde 1997 als Black-Metal-Band gegründet und nahm zwei Jahre später ihre erste EP Eden’s in Communion auf, die sie selbst vertrieb. So wurde das kleine Label Iberian Moon Records auf NahemaH aufmerksam und veröffentlichte deren erstes Album Chrysalis, auf dem die Band etwas experimenteller zu Werke ging. Dieses wurde überwiegend positiv aufgenommen und bescherte NahemaH eine Tournee im Vorprogramm der Bands Moonspell und Alastis. Über Concreto Records erschien das Album auch in Mexiko, ansonsten blieben NahemaH aber außerhalb der eigenen Landesgrenzen unbeachtet.
Die folgenden Jahre brachten dann tiefgreifende Veränderungen mit sich: NahemaH nahmen die EP The Last Human auf, die jedoch nie veröffentlicht wurde. Daraufhin verließen mehrere Mitglieder die Band. In neuer Besetzung nahm die Band das Album The Second Philosophy auf und verschickte Demos an verschiedene Plattenlabel. Schließlich wurde das Album Anfang 2007 bei Lifeforce Records veröffentlicht und stieß weltweit auf Resonanz. Noch bevor NahemaH auf eine ausgedehnte Tour gehen konnte, stieg Schlagzeuger José Diego aus der Band aus, doch mit Quino Jimenez war schnell Ersatz gefunden. 2009 erschien das Album A New Constellation.

## Stil
In den ersten Jahren ihres Bestehens spielte sie symphonischen Black Metal. Nach einigen Besetzungswechseln entwickelte die Band jedoch einen recht eigenen Stil, der Elemente von Progressive Metal, Post-Hardcore, Doom Metal und Ambient aufweist und nicht selten mit dem der Band Opeth verglichen wird.

## Diskografie
- 1999: Eden’s in Communion (Eigenvertrieb; EP)
- 2001: Chrysalis (Iberian Moon Records; 2002 Wiederveröffentlichung durch Concreto Records)
- 2007: The Second Philosophy (Lifeforce Records)
- 2009: A New Constellation (Lifeforce Records)